# Коритниця (річка)
Коритниця — річка у Вижницькому районі Чернівецької області, права притока Черемошу (басейн Дунаю).

## Опис
Довжина річки приблизно 16  км. Формується з декількох безіменних струмків та водойм.

## Розташування
Бере початок на північному заході від села Майдан. Тече переважно на північний схід і в селі Банилів впадає у Черемош, праву притоку Пруту. 
Населені пункти вздовж берегової смуги: Іспас, Мілієве.